# Дежорж, Василий Васильевич
Василий Васильевич Дежорж (де Жорж, де-Жорж, Дежарж; 31 декабря 1850, Воронеж — после 1908) — русский военачальник, генерал-майор.
Из старинной французской семьи, давно перебравшейся в Российскую империю. Родился в Воронеже. Окончил Михайловскую Воронежскую военную гимназию (1870) и Тифлисское пехотное юнкерское училище (1872). Участник Русско-Турецкой войны 1877—78 годов и Ахал-текинской экспедиции (?). Адъютант 1-й бригады 19-й пехотной дивизии (1877—79), с 1882 года — капитан 73-го пехотного Крымского Его Императорского Высочества Великого Князя Александра Михайловича полка.
Прослужил в полку почти 18 лет. В 1900 году был произведён в полковники и назначен командиром 3-го Нерчинского резервного батальона, который затем был развёрнут, под его же командованием, в 3-й пехотный Сибирский резервный Нерчинский полк. Во главе этих частей принял участие в Русско-Японской войне. «За отличие в делах против японцев» был произведён в генерал-майоры и награждён золотым оружием с надписью «За храбрость». После окончания войны уволен в отставку с мундиром и пенсией (в 1906 году). Дальнейшая судьба неизвестна.
Дети: дочери Нина и Людмила; сын Василий (1898—1942), погиб в годы Великой Отечественной войны в должности начальника штаба 240-й стрелковой дивизии.

## Награды
- Орден Святой Анны 3-й степени с мечами и бантом (1877).
- Орден Святого Станислава 2-й степени (1878).
- Орден Святого Владимира 4-й степени c мечами и бантом (1878).
- Орден Святой Анны 2-й степени (1883).
- Орден Святого Владимира 3-й степени (1902).
- Монаршее благоволение за отличие по службе (1906).
- Золотое оружие с надписью «За храбрость» (9.12.1906).